# 44-й саммит G7
44-й саммит «Большой семерки» (G7) — международная встреча на высшем уровне, прошедшая 8—9 июня 2018 года в отеле «Мануар Ришельё» в Ла-Мальбе, район Шарлевуа-Эст, Квебек, Канада.
Канада приняла саммит шестой раз. Он получил широкое влияние из-за существенного ухудшения отношений членов с США. В связи с этим саммит был назван «G6 + 1» Францией и некоторыми представителями средств массовой информации.
Первая встреча премьер-министра Италии Джузеппе Конте с главами государств G7.
Отель «Мануар Ришельё», входящий в сеть Fairmont Hotels and Resorts, в канадском Ла-Мальбе был выбран в качестве места проведения саммита благодаря своей естественной[какой?] красоте и безопасности.

## Участники
| Страна           | Представитель    | Должность             |
| Канада           | Джастин Трюдо    | Премьер-министр       |
| Франция          | Эмманюэль Макрон | Президент             |
| Германия         | Ангела Меркель   | Канцлер               |
| Италия           | Джузеппе Конте   | Премьер-министр       |
| Япония           | Синдзо Абэ       | Премьер-министр       |
| Великобритания   | Тереза Мэй       | Премьер-министр       |
| США              | Дональд Трамп    | Президент             |
| Европейский союз | Жан-Клод Юнкер   | Председатель комиссии |
| Европейский союз | Дональд Туск     | Председатель совета   |

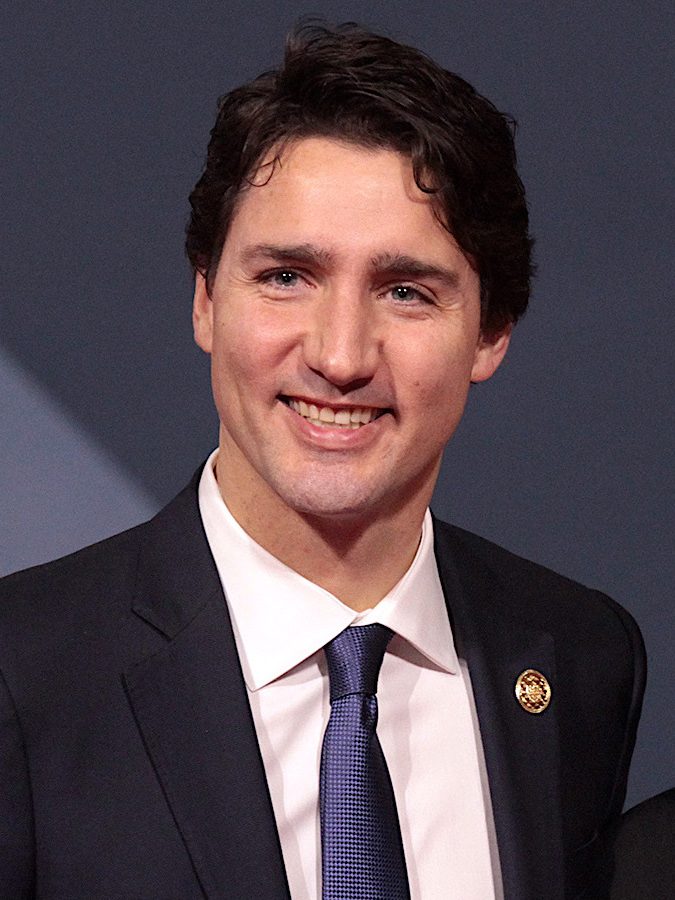
Премьер-министр Канады Джастин Трюдо
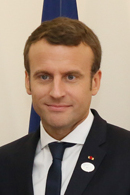
Президент Франции Эмманюэль Макрон
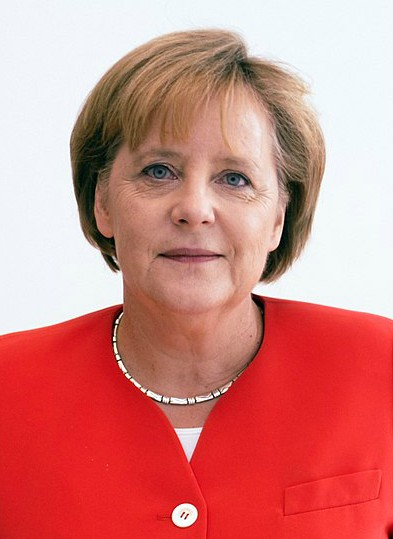
Федеральный канцлер Германии Ангела Меркель
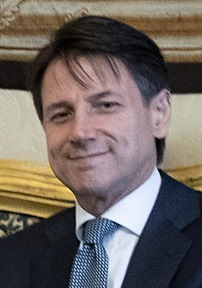
Премьер-министр Италии Джузеппе Конте
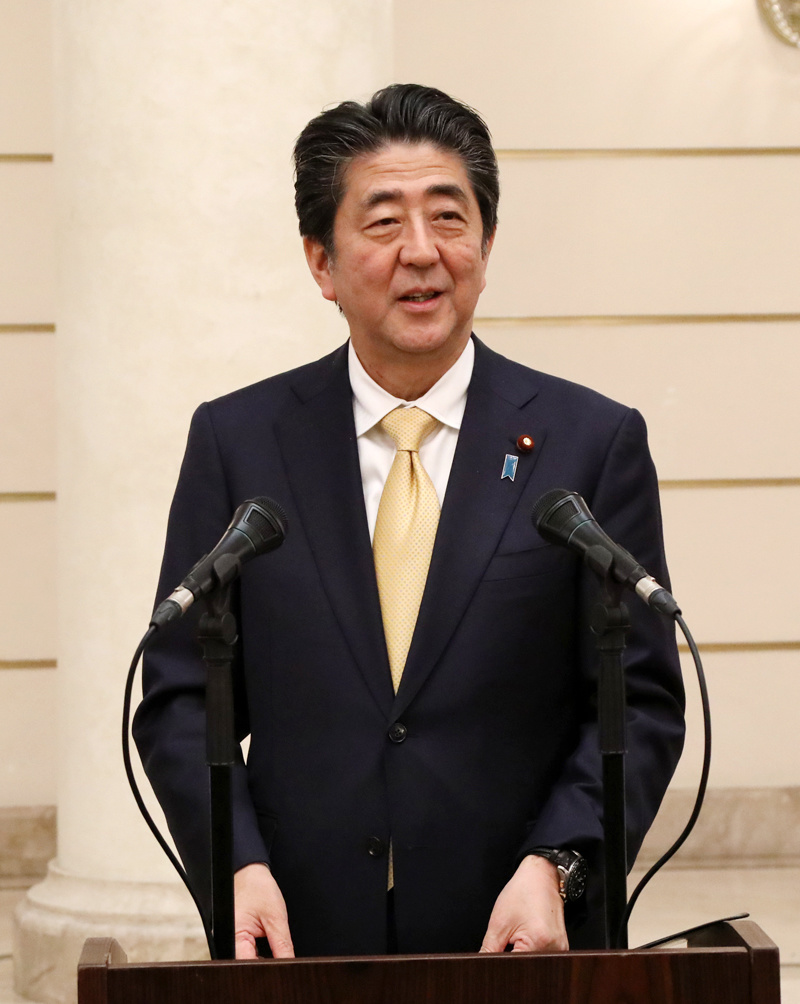
Премьер-министр Японии Синдзо Абэ
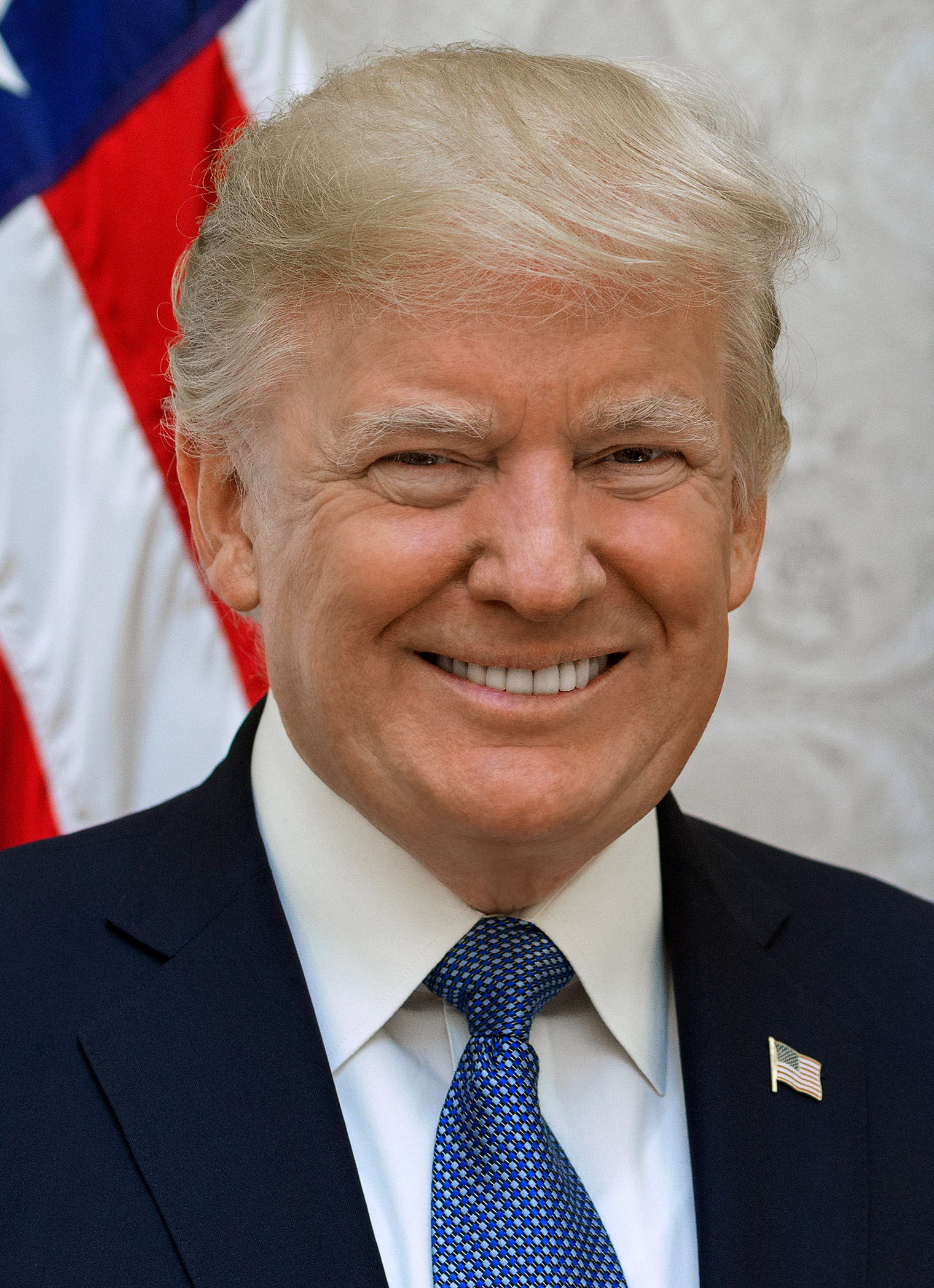
Президент США Дональд Трамп
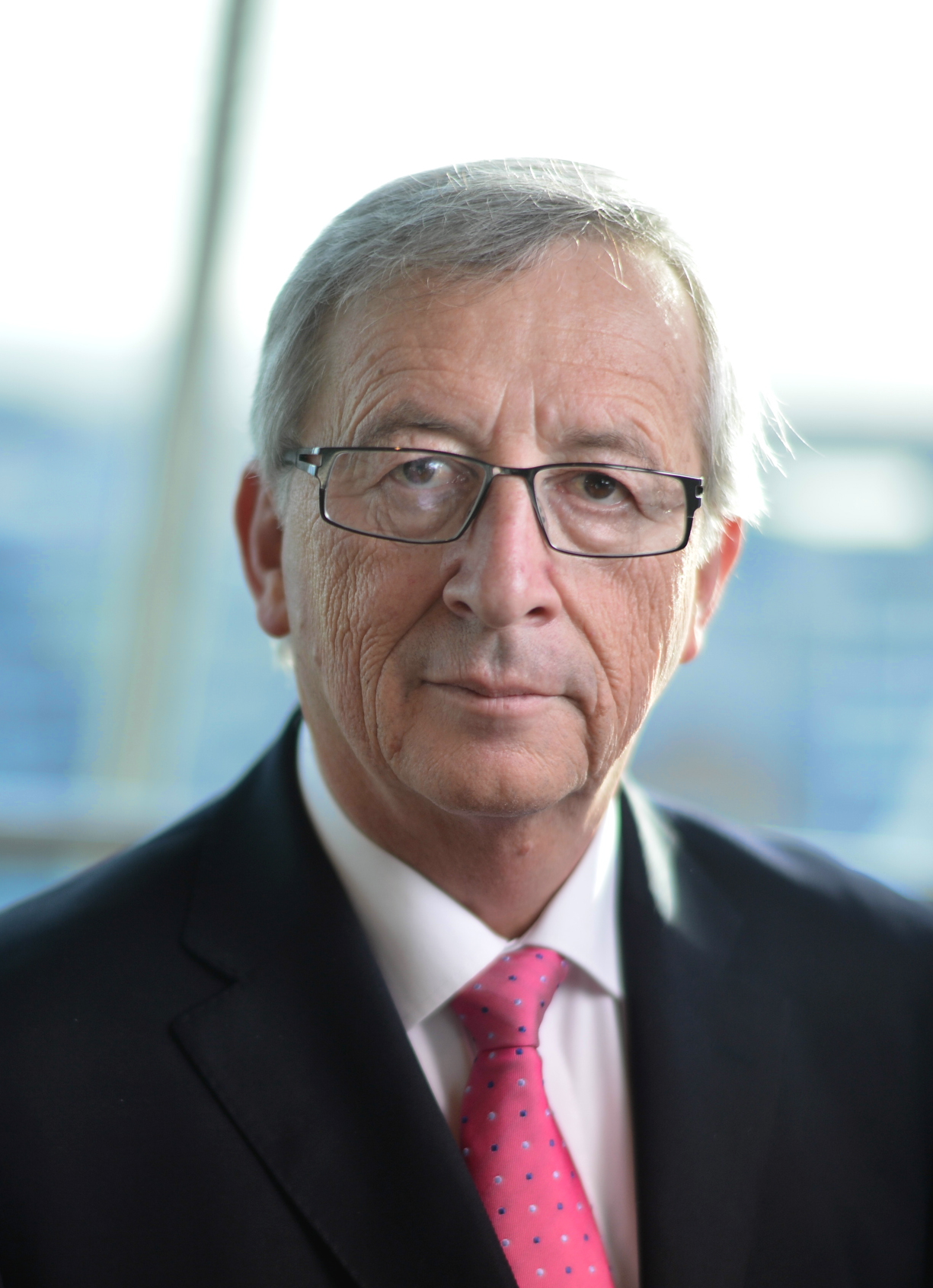
Председатель Европейской комиссии Жан-Клод Юнкер
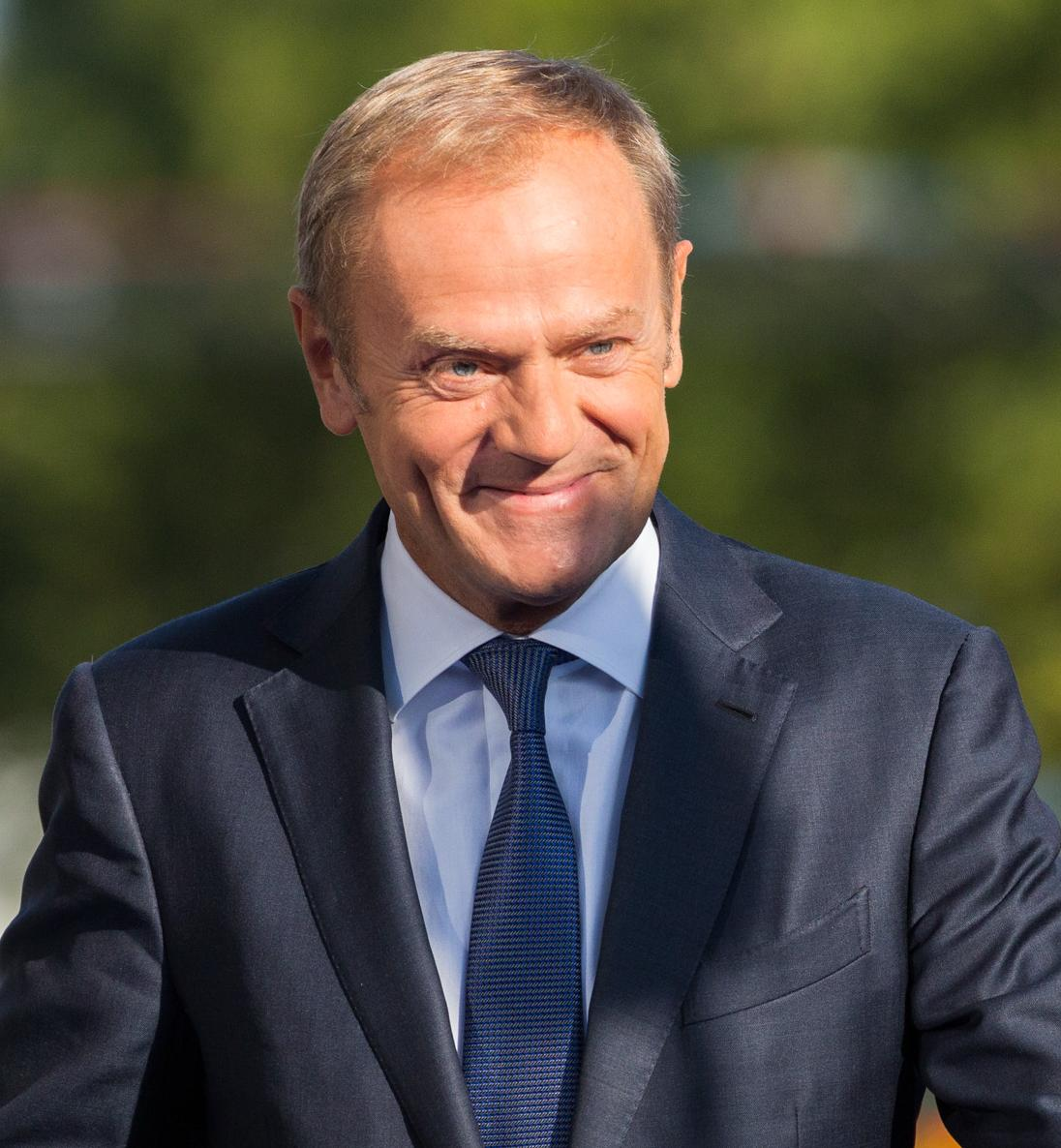
Председатель Европейского совета  Дональд Туск

## Предложения о возвращении к формату G8

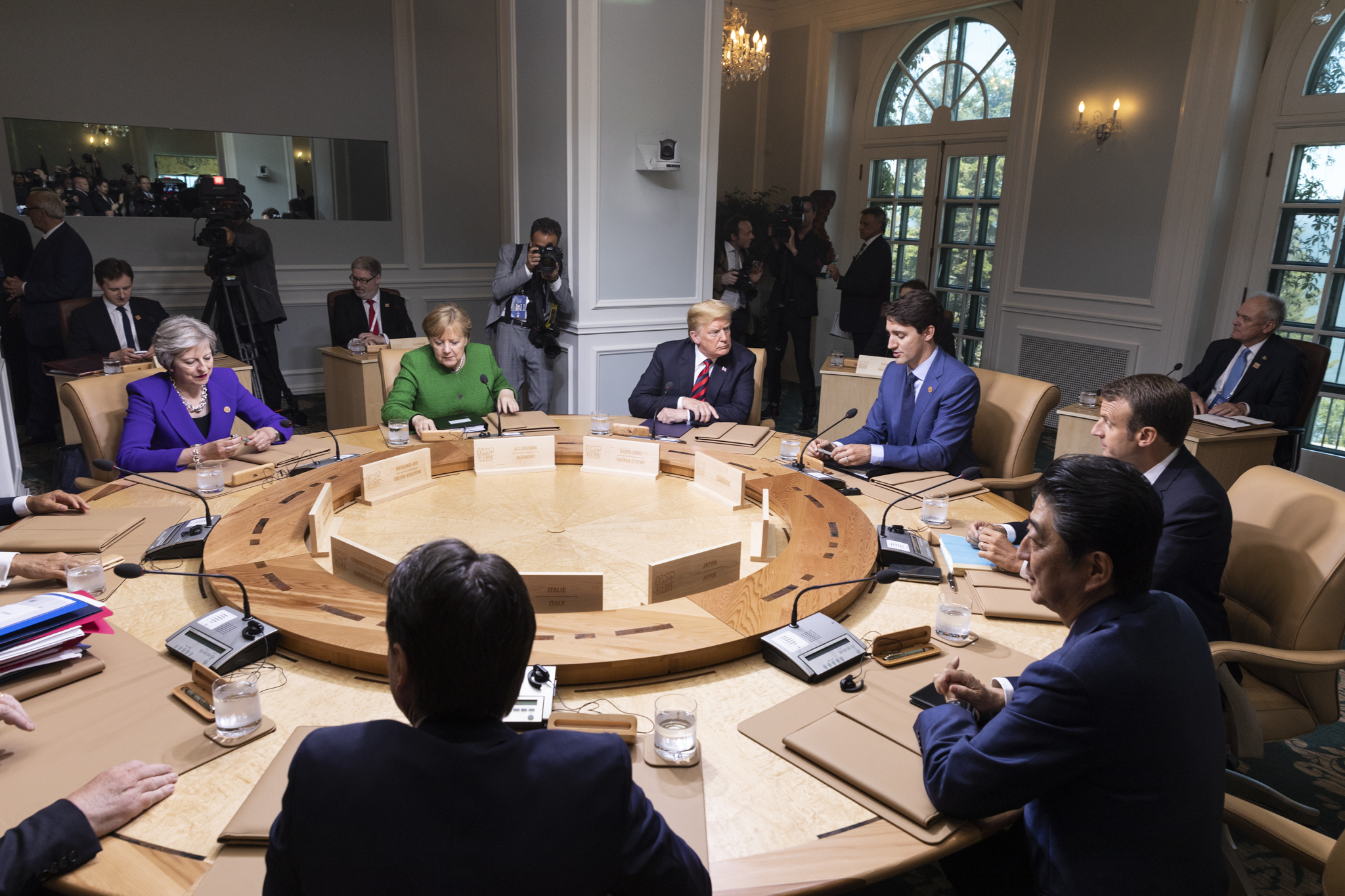
Заседание лидеров «Большой семёрки»

### США
Президент США Дональд Трамп заявил, что на саммите, некоторые страны высказались за возвращение России в состав группы. По словам американского лидера формат G8 был более содержательным, нежели G7. «Думаю, это было бы хорошо для мира, для России, для США, для всех стран G7 (…) Мы ищем мира во всём мире, а не играем в игры», — пояснил Дональд Трамп.
Резко негативную позицию по поводу слов Трампа высказал американский политик, сенатор США Джон Маккейн.
«Президент по непонятным причинам проявил в отношении наших противников почтение и уважение, которые нужно приберечь для наших ближайших союзников», − говорится в заявлении сенатора.

### Канада
Премьер-министр Канады Джастин Трюдо по итогам саммита озвучил точку зрения лидеров группы относительно возможного возвращения России в клуб.
«Я сказал [президенту США Дональду Трампу], что на данный момент мы и в отдалённой перспективе не заинтересованы в рассмотрении вопроса о возвращении России к этому формату», — сказал Джастин Трюдо на пресс-конференции.

### Франция
Президент Франции Эмманюэль Макрон заявил, что хотел бы, чтобы следующий саммит в Биаррице летом 2019 года прошёл при участии России в формате G8, но для этого нужно выполнение минских соглашений.
Также Макрон заявил, что хочет работать с Владимиром Путиным. По его словам, есть возможность исправить ошибки истории, достичь результатов в экономике, сфере безопасности.

### Великобритания
В свою очередь, премьер-министр Великобритании Тереза Мэй заявила, что для возвращения в «большую восьмёрку» Россия должна изменить своё поведение.
«Россия перестала входить в G8, G8 превратилась в G7 из-за незаконной аннексии Россией Крыма. И если будет какой-то разговор о будущем Российской Федерации в связи с данной группой, то Россия должна изменить свой путь, действия, в которых она участвует», — сказала Тереза Мэй.
Но во время самого саммита Джонсон заявил, что не следуют возвращать Россию на саммит.

### Германия и Европейский союз
Представители Евросоюза на встрече стран G7 в Квебеке считают, что условия, необходимые для возвращения России к переговорам в таком формате, ещё не достигнуты. Об этом во время встречи заявила канцлер Германии Ангела Меркель.
«Мы все согласились с тем, что возвращение России на саммиты „Большой семёрки“ не произойдёт, пока не будет достигнут существенный прогресс в связи с украинской проблемой», — сказала она. Канцлер подчеркнула, что это было «общее мнение» участников встречи. «Как мне кажется, важно, чтобы мы не согласились на меньшее достигнутого в прошлом году», —  заключила Меркель.

### Реакция России
10 июня 2018 года президент России Владимир Путин заявил, что Россия не покидала «большую восьмёрку». Заявление было сделано в ходе пресс-конференции по итогам саммита Шанхайской организации сотрудничества в китайском Циндао: «Что касается возврата в „семёрку“, или „восьмёрку“, мы из неё не выходили. Это коллеги в своё время отказались приезжать в Россию по известным соображениям. Пожалуйста, мы будем рады всех видеть у нас в Москве».

## Позиция Дональда Трампа по итогам саммита

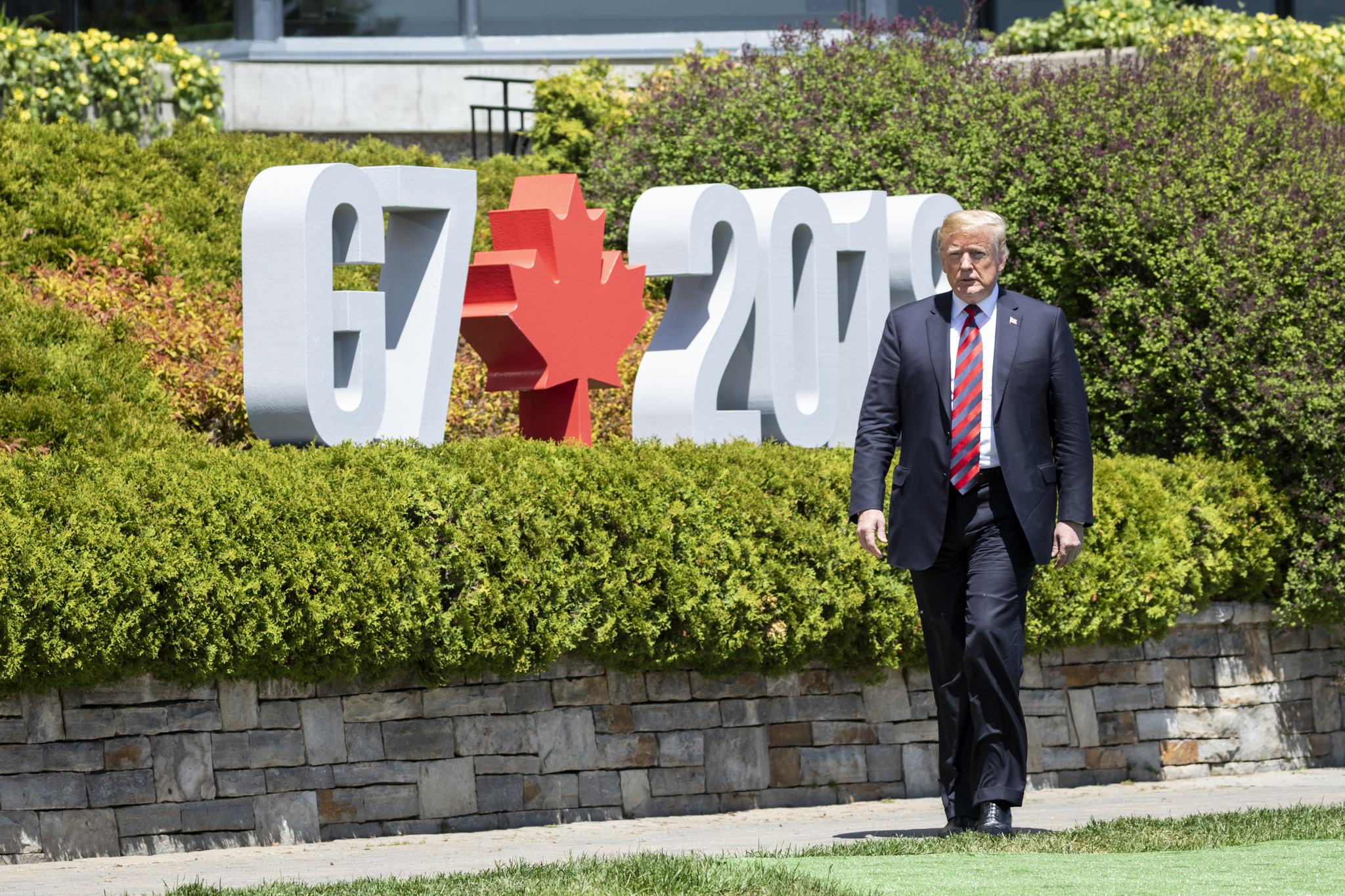
Президент США Дональд Трамп на саммите G7 в Ла-Мальбе

После завершения саммита президент США отозвал свою подпись под итоговым совместным заявлением, что стало первым подобным случаем в истории формата «Большой семёрки». По словам Трампа, на его позицию повлияло поведение Джастина Трюдо, который раскритиковал таможенные пошлины США на сталь и алюминий.
«Основываясь на лживых заявлениях Трюдо в ходе его пресс-конференции и на том факте, что Канада взимает огромные тарифы с наших американских фермеров, рабочих и компаний, я поручил представителям США не подписывать коммюнике, в то время как мы изучаем варианты для введения тарифов на автомобили, наводняющие американский рынок!», — написал в своём микроблоге Трамп. Крайне негативно выступление Трюдо оценили и ведущие советники Трампа: финансовый советник Ларри Кадлоу назвал его «ударом в спину» в преддверии саммита с Ким Чен Ыном, а советник по вопросам торговли Питер Наварро заявил, что для таких государственных лидеров, как Трюдо, приготовлено «особое место в аду».